# 리스트 페렌츠 음악원

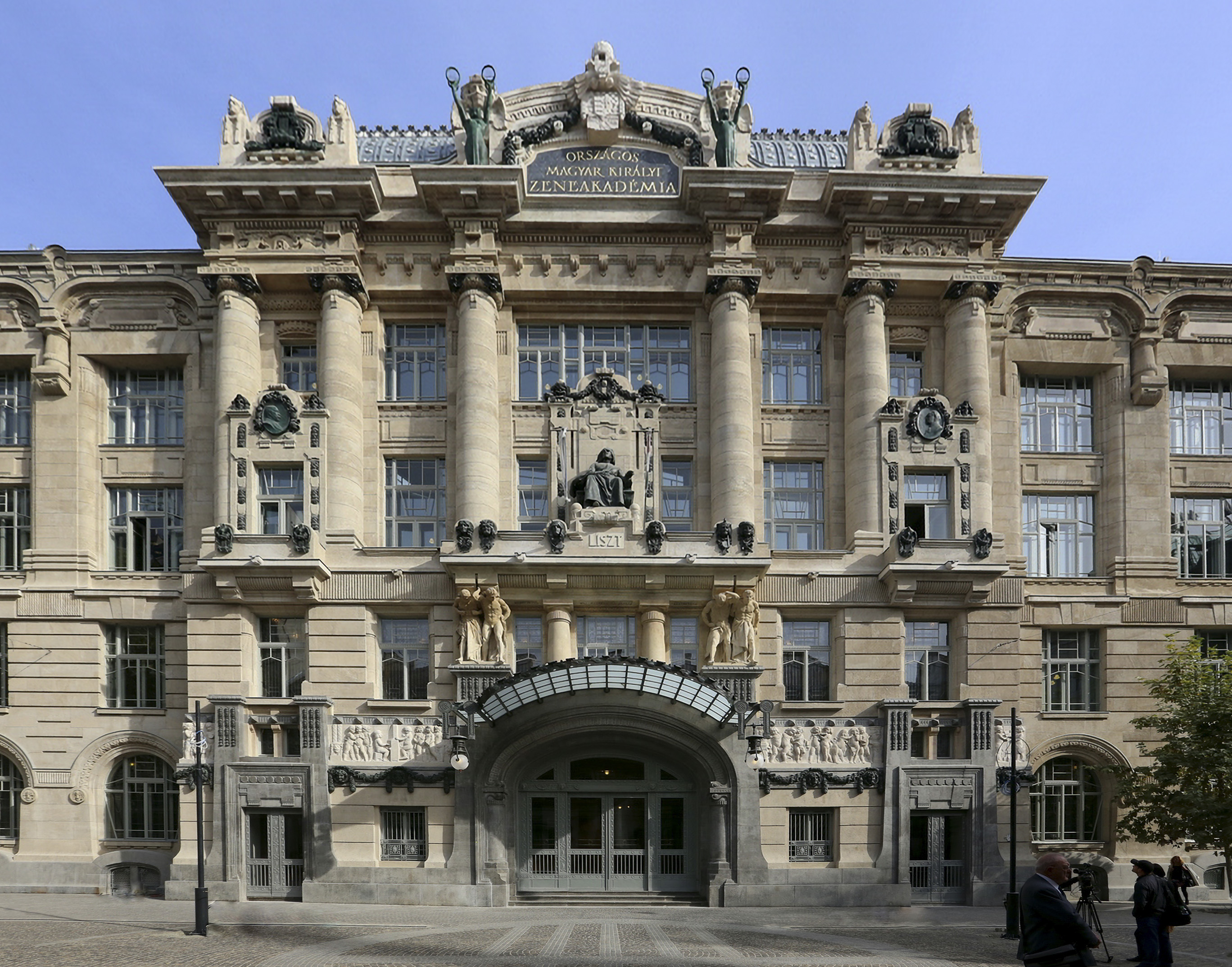
리스트 페렌츠 음악원

리스트 페렌츠 음악원(헝가리어: Liszt Ferenc Zeneművészeti Egyetem)은 헝가리 부다페스트에 있는 음악대학이자 음악 공연장이다. 1875년 11월 14일에 설립되었다. 이곳에는 프란츠 리스트가 사망한 후 기증한 여러 귀중한 책과 악보가 있는 소장품과 학생들에게 사운드 녹음 장비와 교육을 제공하기 위해 헝가리와 일본 정부가 협력한 AVISO 스튜디오가 있다. 리스트 페렌츠 음악원은 프란츠 리스트가 직접 설립했다. 하지만 설립자의 이름을 따서 명명된 것은 부다페스트 중심부의 현재 위치로 이전한 지 약 50년 후인 1925년이다.